# Ormabborrtjärnen
Ormabborrtjärnen är en sjö i Härjedalens kommun i Härjedalen och ingår i Ljusnans huvudavrinningsområde. Sjön har en area på 0,0737 kvadratkilometer och ligger 760,8 meter över havet. Ormabborrtjärnen ligger i Rogen Natura 2000-område. Vid provfiske har bland annat abborre, elritsa, harr och lake fångats i sjön.

## Delavrinningsområde
Ormabborrtjärnen ingår i det delavrinningsområde (691828-133373) som SMHI kallar för Ovan None. Medelhöjden är 771 meter över havet och ytan är 3,01 kvadratkilometer. Det finns inga avrinningsområden uppströms utan avrinningsområdet är högsta punkten. Vattendraget som avvattnar avrinningsområdet har biflödesordning 3, vilket innebär att vattnet flödar genom totalt 3 vattendrag innan det når havet efter 391 kilometer. Avrinningsområdet består mestadels av skog (75 procent) och sankmarker (19 procent). Avrinningsområdet har 0,18 kvadratkilometer vattenytor vilket ger det en sjöprocent på 6 procent.

## Fisk
Vid provfiske har följande fisk fångats i sjön:
- Abborre
- Elritsa
- Harr
- Lake
- Röding
- Öring